# Arrondissement de Mondovi
L'arrondissement de Mondovi est une ancienne subdivision administrative française du département de la Stura créée le 11 septembre 1802 dans le cadre de la nouvelle organisation administrative mise en place par Napoléon Ier en Italie et supprimé le 11 avril 1814, après la chute de l'Empire.

## Composition
L'arrondissement de Mondovi comprenait les cantons de Bene Vagienna, Carru, La Chiusa, Mondovi (deux cantons), Rocca de' Baldi, Torre Bormida et Villanova Mondovi.